# Zeillern
Zeillern è un comune austriaco di 1 840 abitanti nel distretto di Amstetten, in Bassa Austria; ha lo status di comune mercato (Marktgemeinde).